# Long Valley (New Jersey)
Long Valley ist eine Stadt im Morris County in New Jersey in den USA.
Nach der letzten Volkszählung in den USA betrug die Bevölkerung der Stadt im Jahre 2010 1.879 Einwohner, verteilt auf 654 Haushalte und 502 Familien. Ursprünglich hieß die Stadt German Valley und ging auf eine Gründung durch deutsche Siedler aus dem 18. Jahrhundert zurück. Nach dem Kriegseintritt der USA in den Zweiten Weltkrieg wurde die Stadt jedoch in Long Valley umbenannt. 

## Berühmte Personen, die in Long Valley eine Residenz haben oder hatten
- Celeste Holm (1917–2012), Schauspielerin
- Grayson Dolan und Ethan Dolan (* 1999), besser bekannt als die Dolan Twins, Youtube-Stars

## Söhne und Töchter der Stadt
- Walt Ader (1913–1982), Rennfahrer